# 2020 VT4
2020 VT4  (désignation temporaire A10sHcN) est un petit astéroïde géocroiseur.

## Caractéristiques physiques
2020 VT4 mesure environ 6 mètres de diamètre. Étant donné sa petite taille, même s'il s'était dirigé droit vers la Terre, il n'aurait causé aucun dégât notable ; il aurait simplement produit un impressionnant bolide.

## Passage près de la Terre
Le 13 novembre 2020, 2020 VT4 est passé à environ 380 kilomètres de la surface de la Terre, au-dessus de l'océan Pacifique sud. De ce fait, ce petit corps est, à ce jour (15 novembre 2020), l'astéroïde connu passé le plus près de la surface terrestre en dehors des objets ayant percuté la Terre et des bolides rasants. Le précédent record était détenu par 2020 QG, passé à 3 000 kilomètres, suivi de 2011 CQ1, passé à 5 500 kilomètres.

## Orbite et classification
Le passage de 2020 VT4 près de la Terre le 13 novembre 2020 a radicalement modifié l'orbite de cet astéroïde.
Avant son survol de la planète bleue, 2020 VT4 était un astéroïde Apollon dont l'orbite l'emmenait de la Terre jusqu'à Mars. Après ce survol, il est un astéroïde Aton dont l'orbite l'emmène de Vénus à la Terre.
| Paramètre       | Époque           | Période de révolution (P) | Aphélie (Q) | Périhélie (q) | Demi-grand axe (a) | Excentricité (e) | Inclinaison (i) |
| Unités          |                  | jours                     | ua          | ua            | ua                 |                  | °               |
| --------------- | ---------------- | ------------------------- | ----------- | ------------- | ------------------ | ---------------- | --------------- |
| Avant le survol | 31 mai 2020      | 549.2                     | 1.636       | 0.989         | 1.313              | 0.2462           | 12.909°         |
| Après le survol | 17 décembre 2020 | 315.9                     | 1.092       | 0.724         | 0.908              | 0.2028           | 10.161°         |

Une simulation de ce survol est visible ici : .

### Articles
- [Coffinet 2020] Adrien Coffinet, « L’astéroïde 2020 VT4 a vraiment frôlé la Terre de très près vendredi 13 novembre », Futura,‎ 17 novembre 2020 (lire en ligne)

### Bases de données
- « 2020 VT4 », sur Minor Planet Center, International Astronomical Union (consulté le 14 novembre 2020)
- « 2020VT4 », sur Near Earth Objects – Dynamic Site, Department of Mathematics, University of Pisa, Italy (consulté le 14 novembre 2020)
- « NEO Earth Close Approaches », sur Center for Near Earth Object Studies, Jet Propulsion Laboratory (consulté le 14 novembre 2020)
- « 2020 VT4 », sur NEO Exchange, Las Cumbres Observatory, 14 novembre 2020 (consulté le 14 novembre 2020)
- « "Pseudo-MPEC" for A10sHcN » [archive du 14 novembre 2020], Project Pluto, 14 novembre 2020 (consulté le 14 novembre 2020)
- « MPEC 2020-V152 : 2020 VT4 », sur Minor Planet Electronic Circular, Minor Planet Center, 14 novembre 2020 (consulté le 14 novembre 2020)